# Paul Roux (Fechtmeister)

Auf dem Paukboden des Universitätsfechtmeisters Roux (Mann mit dem Bart in der Bildmitte ist Paul Roux)

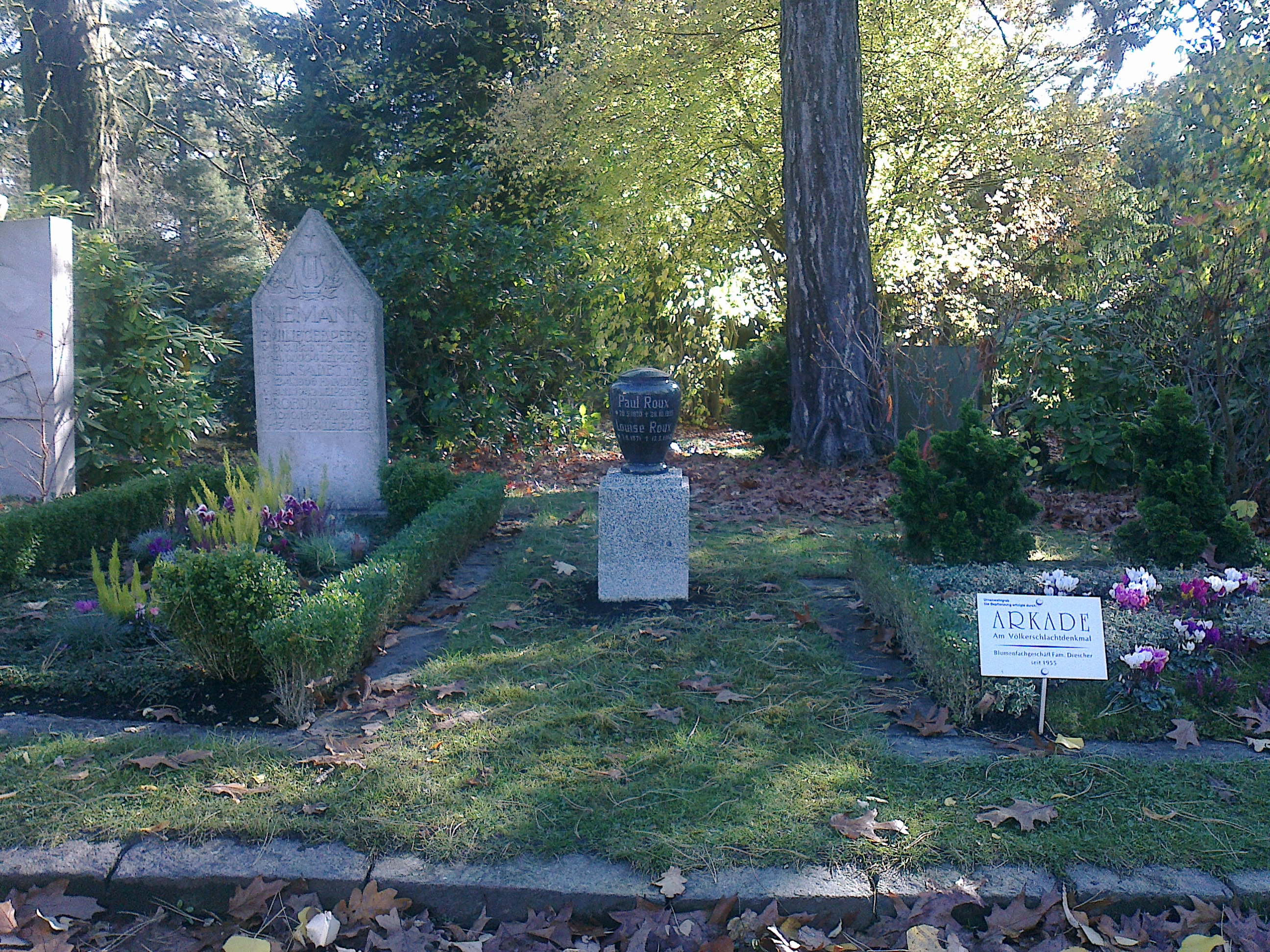
Graburne von Paul Roux auf dem Leipziger Südfriedhof, Abt. II

Paul Roux (* 26. Mai 1870 in Leipzig; † 28. Oktober 1935 ebenda) war ein deutscher Fechtmeister.

## Leben
Paul war der älteste Sohn des Leipziger Universitätsfechtmeisters Ludwig Cäsar Roux (1843‒1913). Nach dem Besuch des Leipziger Realgymnasiums trat er eine offizielle dreijährige Fechtlehre bei seinem Vater an; ab Ende 1888 war er als dessen Assistent angestellt. 1891 bewarb er sich um Mitgliedschaft im Verein deutscher Fechtmeister; da er noch kein Fechtmeister war, musste er dafür eine ausgedehnte Fachprüfung im Verein ablegen. Zum 1. Juli 1902 schied sein Vater aus der Stelle des Fechtmeisters aus und Paul wurde sein Nachfolger. Im selben Jahr wurde er als Schriftführer Mitglied des Vorstands des Fechtmeistervereins; nach kontroversen Entscheidungen über die weitere Vereinsentwicklung trat er Ende 1906 jedoch aus dem Verein aus.
1899 veröffentlichte Roux ein reich illustriertes Buch über das Contrefechten, das 1908 eine zweite Auflage erlebte, und 1911 brachte er eine anekdotenreiche kleine Geschichte der Fechter der Familien Kreußler und Roux heraus.
Roux wurde 1917 zum Kriegsdienst eingezogen. Er bekam die Auswirkungen der nachfolgenden Inflation derart zu spüren, dass er sich im Juli 1923 gezwungen sah, den Fechtmeisterberuf aufzugeben; er war von da an als Verwaltungsangestellter der Universitätsfrauenklinik tätig.
Roux war in Leipzig der letzte von der Universität bezahlte Fechtmeister. Sein Nachfolger Ernst Staberoh hieß zwar „Universitäts-Fechtmeister“, erhielt im Unterschied zu Roux jedoch kein Gehalt, sondern nur die Gebühren, die die Studenten für die Fechtstunden bezahlten.

## Werke
- Das Säbelfechten „rechts gegen rechts“ und „links gegen rechts“, in Wort und Bild veranschaulicht. Pohle, Jena 1899. (2. Aufl. 1908.)
- Die Fechtmeisterfamilien Kreußler und Roux. Ein geschichtlicher Rückblick auf die deutsche Fechtkunst vom Mittelalter bis zum Anfang des gegenwärtigen Jahrhunderts. Jena o. J. [1911].